# Itatira
Itatira é um município brasileiro do estado do Ceará. É localizado na Mesorregião do Norte Cearense, Microrregião de Canindé.

## Etimologia
O topônimo Itatira vem do Tupi ita(pedra) e tira(áspero) e significa pedra de aparência áspera. O topônimo Itatira faz assim uma alusão a cordilheira de serras e pedras da região. Sua denominação original era Serra da Samambaia, depois Sítio São Gonçalo, Belém, Belém de Quinim e desde 1943, Itatira.

## História

Povoado de São Gonçalo, no distrito de Cachoeira.

As terras da serra da Samambaia, da Serra da Mariana e às margens do dos nascentes do rios: Curu e Banabuiú, eram habitadas por diversas etnias tapuia, sendo as mais conhecidas a dos jenipapos e a dos canindés.
Com a expansão da colonização portuguesa e o deslocamento do indígenas no século XVII, os portugueses Antônio Ferreira Braga e Jerônimo Machado chegaram e estabeleceram-se na região. Deste período a serra da Samambaia, passou a ser conhecido com Serra do Machado. Via o sistema de Sesmarias um fazendeiro de Quixeramobim, conhecido por Antônio José de Souza, chegou a região e criou a Fazenda São Gonçalo, que foi o núcleo inicial de Itatira. Com a seca de 1825, esta região ficou desabitada, e nos anos seguintes fazendeiros retornaram a região e começaram um novo processo de povoamento. Deste período surgiu um novo povoado com o nome de Belém, num lugar próximo a serra da Mariana.
Dos povoados de São Gonçalo e de Belém, a aglomeração ao redor da capela dedicada ao Menino Deus, consolidou-se o município de Itatira em 1951. A sua formação territorial se deu com terras dos municípios de Canindé e de Quixeramobim.
O município de Itatira está localizado na microrregião Canindé, Norte Geográfico do Ceará, segundo divisão do IBGE. Foi fruto da Lei nº 1.153, de 22/11/1951. Seu primeiro nome foi São Gonçalo, antigo Sítio da Serra do Machado que foi elevado a categoria de Distrito de Polícia da referida povoação em 1877, sob a jurisdição do município de Canindé. Com o despovoamento do Sítio São Gonçalo causado pelas secas das últimas décadas do século XIX a situação passou para o Sítio Belém do Machado, sendo este o segundo nome do município de Itatira.
Em 1943 o Decreto-Lei 1.114 do referido ano substituiu o topônimo Belém do Machado por Itatira, termo que vem do tupi e significa espigões de pedras. Esse topônimo faz referência as grandes pedras comuns na cidade de Itatira, restando hoje apenas algumas, pois a maior parte delas foram demolidas com a abertura de novas ruas e a pavimentação da cidade.
A ocupação do território do que é hoje o município de Itatira deu-se em três etapas principais. A primeira ocorreu com os índios de forma permanente e/ou periódica; a segunda com os sesmeiros através das Cartas de Sesmarias e a terceira com os foreiros através dos termos de aforamentos de terras junto a Câmara Municipal de Quixeramobim e também a Freguesia de Canindé.
Os povos indígenas que povoaram o território de Itatira de forma permanente e/ou periódica, estão representados hoje nas machadinhas de pedras polidas, nas cerâmicas e nos letreiros lapidares que são pegadas bastante conhecidas pela população. Os nativos itatirenses também se fazem presentes nas lendas locais, nos costumes, nos hábitos e nos tipos físicos da população.
A primeira Sesmaria pedida no território de Itatira foi de Antônio Ferreira Braga, pedido registrado em 1753. O segundo pedido de Sesmaria ocorreu em 1814, o requerente foi Tomás Ferreira da Costa Magalhães. Em 1820 foi a vez de José dos Santos Lessa requerer junto ao governo provincial uma Sesmaria dentro dos limites territoriais de Itatira. Esses sesmeiros podem ou não terem tomado posse de suas terras, mas o despacho provincial foi favorável.
Os aforamentos de lotes de terras junto a Câmara Municipal de Quixeramobim foram práticas recorrentes dos interessados em possuir um Sítio na Serra do Braga, também conhecida com Serra do Machado, entre 1844 e 1852. Nesse período foram cerca de 23 pedidos de aforamentos. Os pedidos de registros de sítios na Serra do Machado junto a Freguesia de Canindé foram no total de 12 entre 1856 e 1858. Dentre os requerentes que ocuparam de fato seus sítios podemos destacar: Antônio de Paula Tavares, Ignácio Alves Guerra, Francisco José de Brito, José Ignácio Barbosa, Manoel Barbosa da Silva, Leonardo da Cunha Mello, Francisco Pereira da Silva entre outros.
Alguns fatores podem ser elencados como motivadores para o povoamento do território de Itatira, tais como condições favoráveis a agropecuária, as culturas do algodão, da maniçoba, do café, das leguminosas sendo essas culturas beneficiadas pela fereza das áreas serranas que se estendem desde a Serra do Braga ao Leste do Município, fazendo limites com Canindé, até a Serra do Machado a Oeste da cidade de Itatira, fazendo limites com o município de Santa Quitéria.
Nesse contexto o território de Itatira foi ocupado por pessoas dispostas a trabalhar na terra e esse fator foi fundamental para o crescimento econômico da região. Publicações do século XIX, tanto referindo-se a Quixeramobim como a Canindé falam da Serra do Machado como celeiro de produções agrícolas para esses dois municípios. No início do século XX a região, hoje território de Itatira, já contava com 3 usinas produzindo rapadura, açúcar e aguardente. Em 1955 Itatira aparece na lista dos municípios que mais produziram algodão.
A religiosidade esteve presente no povoamento do município de Itatira desde o princípio. Prova disso são as capelas ou ermidas construídas nos sítios e fazendas no início do povoamento. A mais antiga fora construída na primeira metade do século XIX, no Sítio São Gonçalo, hoje há apenas os escombros de sua construção. A Capela do Belém, dedicada a Menino Deus foi construída em 1870 e é hoje a Igreja Matriz da cidade. Além dessas capelas foram construídas outras no século XX: no Sítio Jacu, no Sítio Valtiburi, na Amargosa, no Arisco, nas Contendas, na comunidade São Gonçalo e nos distritos de Lagoa do Mato, Cachoeira, Bandeira, Morro Branco, entre outras mais recentes.
A fundação de Belém do Machado está relacionada com esta religiosidade, pois esse nome vem da homenagem que um dos povoadores da Serra do Machado chamado Antônio Alves Guerra fez a Menino Deus. Movido por esse mesmo espírito este mesmo povoador doou em 1868 pouco mais de 100 braças de terras para patrimônio do padroeiro da capela. Em 1869 foi a vez de José Francisco de Brito doar parte do Sítio Amargosa para o patrimônio do Menino Deus. Em 1874, depois que a Capela já havia sido inaugurada, João Pires Ferreira fez a doação do Sítio Conceição para o patrimônio do padroeiro do povoado. Com essas doações o patrimônio do Santo padroeiro de Belém chegou a 400 braças de terras, que retirada o espaço da capela e da praça o restante foi aforada para os futuros moradores do povoado.
Com o despovoamento do Sítio São Gonçalo, como já foi frisado, o povoado de Belém tornou-se o Distrito de Polícia da Serra do Machado em 1877, ligado a Canindé. Em 1884 esse Distrito mantinha relações comerciais diretamente com as praças de Fortaleza, para onde o custo médio de uma carga era de 12 mil réis, pois percorria-se 42 léguas nessa viagem.
Segundo dados do Governo do Estado do Ceará, Belém do Machado em 1908 tinha cerca de 30 prédios sem importância e a população atingia no máximo duas mil pessoas, por essa época estava sobre a jurisdição de Canindé. Quando este consolidou a lei de implantação do município em 1914, Quixeramobim reivindicou o direito sobre as terras da Serra do Machado. Em 1933 Canindé conseguiu restabelecer o domínio sobre Belém do Machado, mas em 1938 o distrito, já elevado a categoria de vila, voltou pertencer ao quadro territorial de Quixeramobim, situação que durou até a emancipação de Itatira em 1951.

## Formação territorial
Em 1873 Belém se tornou distrito de Quixeramobim. Em 1938 Belém muda o nome para Belém do Quinim, e em 1943 para Itatira. Em 1951, Itatira se emancipa de Quixeramobim, mas só é instalado em 1959. Em 1953 é criado distrito de Lagoa do Mato. Em 1964 é criado o distrito de Bandeira. Em 1989 mais dois distritos: Cachoeira e Morro Branco.

## Geografia

### Clima
Seu clima é Tropical quente semi-árido com pluviometria média de 650 mm com chuvas concentradas de janeiro a abril.

### Hidrografia e recursos hídricos
As principais fontes de água fazem parte das bacias do Curu e do Banabuiú, sendo elas os riachos Umari, São Gonçalo, São Joaquim e outros tantos. Encontram-se diversas lagoas entre elas a do Mato e da Bandeira. Existem ainda diversos açudes de pequeno porte: Boqueirão, Magalhães e tantos outros. O sistema de abastecimento de água potável possui 44 poços(41 tubulares e 3 amazonas) e a Adutora Madalena. O maior reservatório do município é o Açude João Guerra, concluído em 2012, com capacidade para 4.430.000 m³, no Riacho São Joaquim.

### Relevo e solos
As terras de  fazem parte da Depressão Sertaneja, com maciços residuais graníticos. As principais elevações possuem altitudes entre 200 e 700 metros acima do nível do mar. Os solos da região são bruno não-cálcicos, litólicos e podzólicos.

### Vegetação
A vegetação predominante compõem-se da caatinga arbustiva densa, a caatinga mais arbórea com espécies espinhosas e a floresta subcaducifólia tropical pluvial (mata seca).

## Aspectos socioeconômicos

### Demografia e infraestrutura básica
A maior concentração populacional encontra-se na zona rural. A sede do município dispõe de abastecimento de água potável, fornecimento de energia elétrica, serviço telefônico fixo e móvel, internet banda larga, agência de correios e telégrafos, serviço bancário, unidade de saúde, pousadas e ensino de 1° e 2° graus.
A partir de Fortaleza o acesso ao município, pode ser feito por via terrestre através da rodovia Fortaleza/Canindé (BR-020), CE-366 e CE-168. As demais vilas, lugarejos, sítios e fazendas são acessíveis (com franco acesso durante todo o ano) através de estradas estaduais, asfaltadas ou carroçáveis.

### Economia
A economia local é baseada na agricultura: feijão, milho, mandioca, algodão, cana-de-açúcar, castanha de caju e frutas diversas; pecuária: bovino, ovino, suíno e avícola, bem como do comércio varejista e atacadista.
O extrativismo vegetal outra é fonte de renda, na qual acontece a fabricação de carvão vegetal, extração de madeiras diversas para lenha e construção de cercas, além de extração da oiticica e carnaúba.
A piscicultura desenvolve-se nos açudes e nos principais riachos.[carece de fontes?]
Outra fonte de renda do município é o artesanato de redes e bordados.

### Turismo

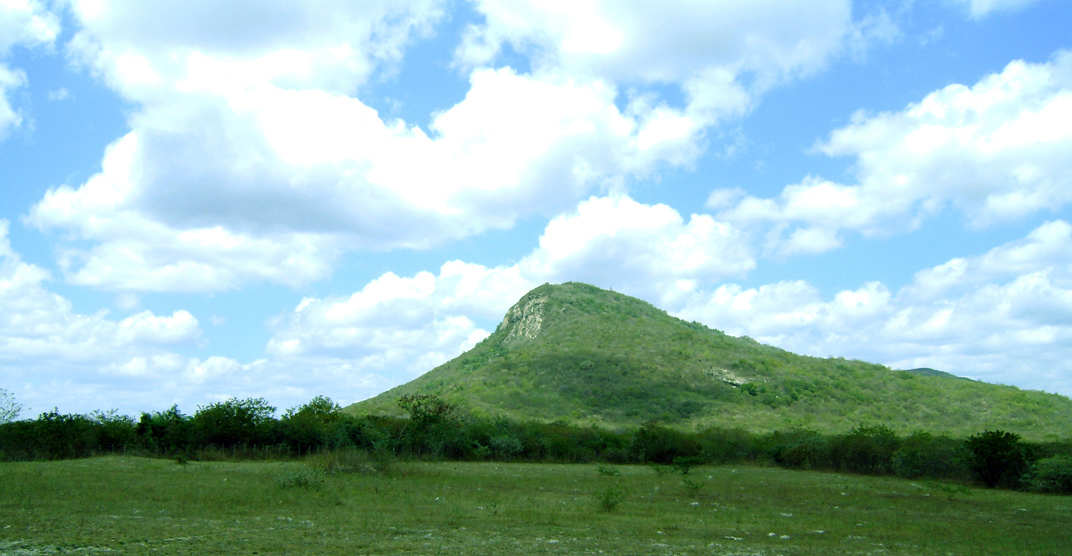
Serra da Boa Vista

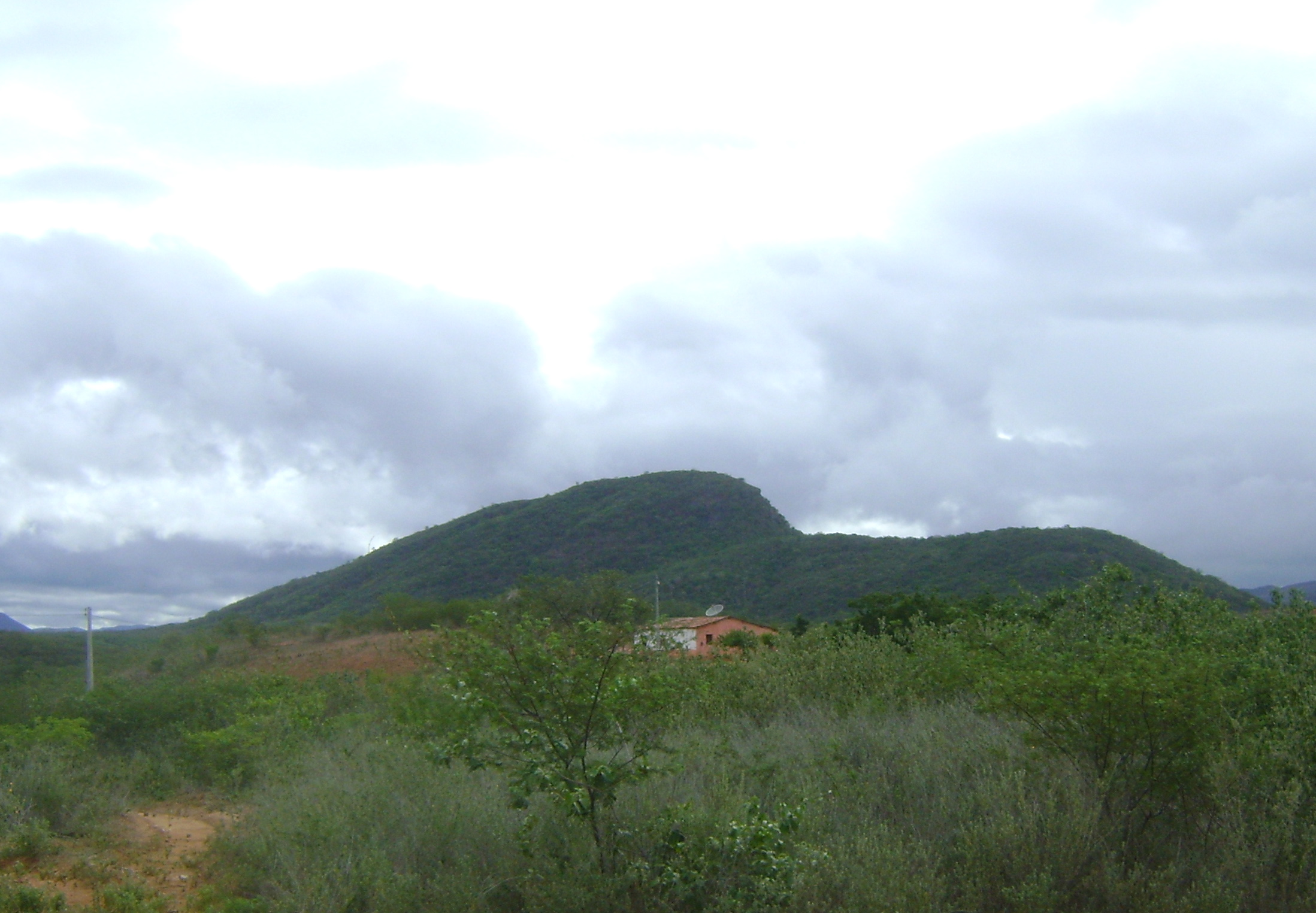
Serrote São Joaquim

O turismo também é uma das fontes de renda, devido as belezas naturais da região montanhosa, que perpassa quase todos os distritos e outros municípios da região, na qual desenvolve-se o ecoturismo. Sendo os principais atrativos naturais:
- Casa de Pedra do olho d'água dos Carneiros;[25][26][27][28][29]
- Furna de São José dos Guerra;
- Olho d'água de São Pedro;
- Pico Três Irmãos;
- Serra da Boa Vista;Serrote São Joaquim
- Serra do Machado;
- Serra Saco dos Sales;
- Serrote das Piabas;
- Serrote de Seriema;
- Serrote São Joaquim.
- Gruta de Santo Expedito.[30]

## Cultura
As manifestações culturais e religiosas da população itatirense são frutos da miscigenação que a compôs. Sendo assim acumulamos costumes indígenas, africanos e europeus. A título de exemplo podemos citar o gosto pela caça de animais silvestres e por alimentos derivados do milho e da mandioca como costumes indígenas; o quebrante, a feijoada e os ritmos musicais dançantes como samba e capoeira atribuímos à herança africana; já a fé cristã, a urbanização e a organização familiar tradicional são frutos dos povos europeus que aportaram no Brasil desde o século XV.

### Eventos culturais
Os principais eventos culturais são:
- Festa de São José (19 de março), na Vila do Distrito de Bandeira (Novo);
- Festival de Inverno.[carece de fontes?]
- Festa do Sagrado Coração de Jesus (15 de junho), na Vila do Distrito de Cachoeira (BR);
- Festival de Quadrilhas de Itatira (27 de junho), na Vila do Distrito de Lagoa do Mato;
- Festa de Nossa Senhora do Carmo (16 de julho), na Vila do Distrito de Lagoa do Mato;
- Festa de Nossa Senhora da Conceição (8 de dezembro), na Vila do Distrito de Morro Branco;
- Festa do Menino Jesus (25 de dezembro), Padroeiro de Itatira, na Sede Municipal;
- Festival dos Jovens na Fé.[carece de fontes?]

## Administração pública
A administração municipal localiza-se na sede: Itatira. O atual chefe do Poder Executivo é José Ferreira Mateus. No distrito sede também ficam o Legislativo municipal, formado por 11 vereadores, e parte da secretarias.

### Subdivisões administrativas
O município de Itatira tem cinco distritos: Itatira (sede), Bandeira, Cachoeira, Lagoa do Mato e Morro Branco.

## Poder Judiciário e Segurança pública
O Poder Judiciário e o Ministério Público ficam no distrito sede, onde fica o Fórum Dr. Clodoaldo Pinto. Atualmente a Comarca de Itatira é vinculada a Comarca de Canindé.
O Município de Itatira faz parte da 15º Área Integrada de Segurança Pública (AIS 15) da Secretaria de Segurança Pública e Defesa Social do Estado do Ceará.

## Filhos ilustres
- Ver Categoria:Naturais de Itatira